# Oriolus

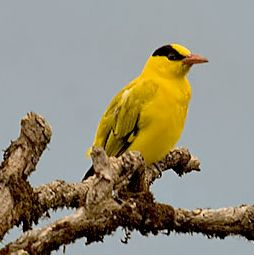
Amuri sárgarigó (Oriolus chinensis)

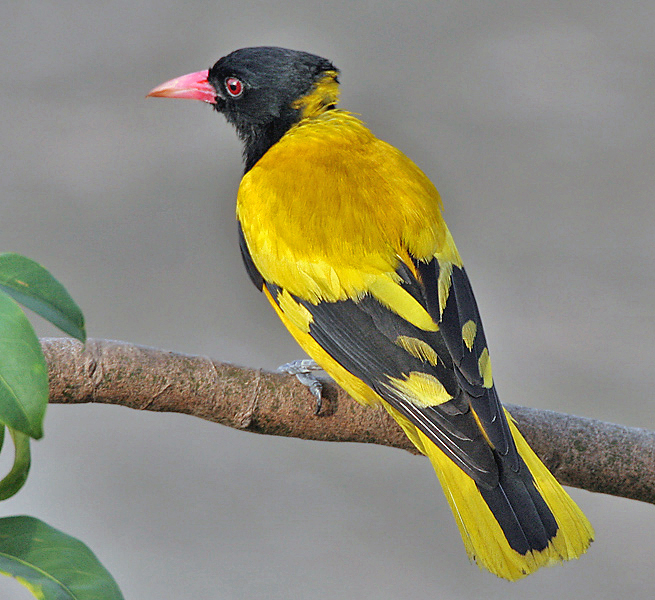
Oriolus xanthornus

Az Oriolus a madarak (Aves) osztályának verébalakúak (Passeriformes) rendjébe, ezen belül a sárgarigófélék (Oriolidae) családjába tartozó nem.
Családjának a típusneme.

## Tudnivalók
Az Oriolus-fajok óvilági madarak. A jól ismert sárgarigón kivül, amely a mérsékelt övben is költ, az összes többi másik faj, nagyjából a trópusokon éli le életét. Rovar- és gyümölcsevő madárnem.

## Rendszerezés
A nembe az alábbi 29 faj tartozik, ezeket pedig 6 kládba foglalják össze:
Klád I
- Oriolus bouroensis (Quoy & Gaimard, 1830)
- Oriolus decipiens (PL Sclater, 1883) - korábban a Oriolus bouroensis alfajának vélték
- Oriolus flavocinctus (King, 1826)
- Oriolus forsteni (Bonaparte, 1850)
- Oriolus melanotis Bonaparte, 1850
- Oriolus phaeochromus (G.R. Gray, 1860)
- olajzöldhátú málinkó (Oriolus sagittatus) (Latham, 1802)
- Oriolus szalayi (Madarász, 1900)

Klád II
- Oriolus brachyrhynchus (Swainson, 1837)
- zöldfejű sárgarigó (Oriolus chlorocephalus) (Shelley, 1896)
- vastagcsőrű sárgarigó (Oriolus crassirostris) Hartlaub, 1857

Klád III
- feketefejű sárgarigó (Oriolus larvatus) (Lichtenstein, 1823)
- Oriolus monacha (Gmelin, 1789)
- Oriolus nigripennis Verreaux & Verreaux, 1855
- Oriolus percivali Ogilvie-Grant, 1903

Klád IV
- Miombó-málinkó (Oriolus auratus) Vieillot, 1817
- amuri sárgarigó (Oriolus chinensis) (Linnaeus, 1766)
- Oriolus kundoo (Sykes, 1832) - korábban a sárgarigó alfajának vélték
- sárgarigó (Oriolus oriolus) (Linnaeus, 1758)
- Oriolus tenuirostris (Blyth, 1846)

Klád V
- Oriolus cruentus (Wagler, 1827)
- fekete málinkó (Oriolus hosii) Sharpe, 1892
- selyemmálinkó (Oriolus mellianus) (Stresemann, 1922)
- bíbormálinkó (Oriolus traillii) (Vigors, 1832)

Klád VI
- Oriolus albiloris (Ogilvie-Grant, 1894)
- Izabella-málinkó (Oriolus isabellae) (Ogilvie-Grant, 1894)
- Oriolus steerii (Sharpe, 1877)
- Oriolus xanthonotus (Horsfield, 1821)

Nem tartozik a fenti kládokba; izolált faj:
- Oriolus xanthornus (Linnaeus, 1758)

### Fordítás
- Ez a szócikk részben vagy egészben  az   Oriolus című angol Wikipédia-szócikk ezen változatának fordításán alapul.  Az eredeti cikk szerkesztőit annak laptörténete sorolja fel. Ez a jelzés csupán a megfogalmazás eredetét és a szerzői jogokat jelzi, nem szolgál a cikkben szereplő információk forrásmegjelöléseként.